# ثيودورا إليزابيث لنتش
ثيودورا إليزابيث لنتش (بالإنجليزية: Theodora Elizabeth Lynch)‏ (1812 - 27 يونيو 1885)؛ كاتِبة، شاعرة وروائية بريطانية.